# Zvirovići
Zvirovići su naseljeno mjesto u gradu Čapljini, Federacija BiH, BiH.

## Zemljopisni položaj i značajke
Naselje se nalazi u sjeverozapadnom dijelu Grada Čapljina. Graniči s Prćavcima, Studencima, Miletinom, Međugorjem, Bijakovićima, Šurmancima, Dreteljom i Trebižatom. Dijeli se na zaseoke Bitunjani, Doci, Dugandžije, Jurkovići, Kapulari, Tomići i Zvirovići. Najveći dio smješten je uz regionalnu cestu Čapljina - Široki Brijeg, a manji uz lokalnu cestu Studenci - Zvirovići. S jugozapadne strane pruža se brdo Osoje (najveća kota 307 m), sa sjeveroistočne strane uzdižu se brdski lanci Kapinjaka (Kapenjaka, kota 331 m), Umca (kota 338 m), Gradine, Zvonidrage, Plesna i Žuželja (kota 314 m), a u sredini mjesta je Senjarica (kota 200m). Selo pod tim imenom (Suirouichi) spominje se 1668.

## Stanovništvo

### 1991.
Nacionalni sastav stanovništva 1991. godine, bio je sljedeći:
ukupno: 440
- Hrvati - 431
- Srbi - 2
- ostali, neopredijeljeni i nepoznato - 7

### 2013.
Nacionalni sastav stanovništva 2013. godine, bio je sljedeći:
ukupno: 373
- Hrvati - 370
- ostali, neopredijeljeni i nepoznato - 3

## Povijest
Najuočljiviji ostatci iz prapovijesti u Zvirovićima su kamene gomile i gradine. Na brdu Senjarica (između zaselaka Jurkovići i Bitunjani) nalazi se najveća skupina od 13 gomila, na predjelu Plesno šest gomila, na jugoistočnom rubu brda Osoja četiri, te četiri u zaseoku Jurkovići, Zvirovićima i Bitunjanima, u blizini ceste Zvirovići - Miletina.
Jedna od zanimljivih gradina je ona na vrhu brda Osoje. Ima više obrambenih prstena u suhozidu, širine od dva do tri metra. Unutar središnjega prstena nalazi se kameni tumul i prostorija dimenzija 8×4 m. S nje se nadzire dolina Trebižata između Studenaca i Čapljine, te prostor sa sjeverne strane Zvirovića prema Studencima, Miletini i Međugorju. Blisko s njom bila je povezana gradina Privorac s gradinskim naseljem uz lijevu obalu Trebižata, duljina obrambenoga kompleksa 321 m, širina 182 m. Nadzirala je dolinu Trebižata te komunikacije sa zapada prema Čapljini i dolini Neretve. Za nju je Carl Patsch u svom istraživanju naveo: "Prostrana Prčevačka gradina, smještena na jednom strmom poprečno pruženom brdu nalik brani (koju poput omče svojim tokom obuhvaća rijeka Trebižat), između dolinskih izbočina Trebižata i Krteljevca, s jednim kamenim zidom na pristupačnijoj jugoistočnoj strani, otprilike 150 m dugim i 1,5 m debelim, koji je već [8. ožujka 1907.] bio jako razoren". Gradina Umac nalazi se brdu 540 m jugozapadno od gradine Križevac u Međugorju. Oko središnje zaravni dimenzija 55×30 m dva su kružna prstenasta obrambena zida. Još su dvije gradine vizualno blisko povezane sa Zvirovićima: gradina Žuželj u Miletini te gradina Križevac (ranije Šipovac) u Međugorju.
Prilikom izgradnje dionice Bijača - Zvirovići autoceste A1, tijekom 2011. i 2012. na području Zvirića i Zvirovića istraženo je devet kamenih gomila s 12 grobova koje pripadaju Posuškoj kulturi, razdoblju brončanoga doba od 2100. do 1300. pr. Kr.